# One of the Boys
One of the Boys är det andra albumet från sångerskan Katy Perry. Albumet släpptes i USA och Kanada den 17 juni, 2008. Albumet innehåller bland annat singlarna "Ur So Gay", Perrys första, och "I Kissed a Girl", som nådde #1 på Billboard Hot 100.

## Låtlista
| Nr  | Titel                | Låtskrivare                                    | Producent(er)          | Längd |
| --- | -------------------- | ---------------------------------------------- | ---------------------- | ----- |
| 01. | One of the Boys      | Katy Perry                                     | Butch Walker           | 4:07  |
| 02. | I Kissed a Girl      | Katy Perry, Dr. Luke, Max Martin, Cathy Dennis | Dr. Luke               | 2:58  |
| 03. | Waking up in Vegas   | Katy Perry, Desmond Child, Andreas Carlsson    | Greg Wells, Katy Perry | 3:19  |
| 04. | Thinking of You      | Katy Perry                                     | Butch Walker           | 4:10  |
| 05. | Mannequin            | Katy Perry                                     | Greg Wells             | 3:16  |
| 06. | Ur so Gay            | Katy Perry, Greg Wells                         | Greg Wells             | 3:39  |
| 07. | Hot n Cold           | Katy Perry, Dr. Luke, Max Martin               | Dr. Luke               | 3:39  |
| 08. | If You Can Afford Me | Katy Perry, Dave Katz, Sam Hollander           | S*A*M & SLUGGO         | 3:18  |
| 09. | Lost                 | Katy Perry, Ted Bruner                         | Ted Bruner             | 4:15  |
| 10. | Self Inflicted       | Katy Perry, Scott Cutler, Anne Preven          | Scott Cutler           | 3:25  |
| 11. | I'm Still Breathing  | Katy Perry, Dave Stewart                       | Dave Stewart           | 3:48  |
| 12. | Fingerprints         | Katy Perry, Greg Wells                         | Greg Wells             | 3:48  |

### Bonuslåtar
- I Think I'm Ready (Katy Perry, Ted Bruner) - 2:35
- A Cup of Coffee (Katy Perry) - 4:12
- Use Your Love
- Hook Up

## Singlar
1. "Ur So Gay" (20 november, 2007)
2. "I Kissed a Girl" (6 maj, 2008)
3. "Hot n Cold" (30 september, 2008)
4. "Thinking Of You" (13 januari, 2009)
5. "Waking Up In Vegas" (21 april, 2009)